# Luisa Vela
Luisa Vela Lafuente (Tuéjar, 17 de abril de 1884-Polop, 2 de septiembre de 1938) fue una soprano española de las primeras décadas del siglo XX. Participó en producciones de zarzuela y otros géneros de teatro musical, y desarrolló también una labor como empresaria al frente de una compañía junto a su marido, el barítono Emilio Sagi Barba. Colaboró con destacados compositores españoles de su tiempo, como Manuel de Falla, José María Usandizaga o Joaquín Turina.

## Trayectoria
Hija de Teresa Lafuente Ruiz y del cirujano Telmo Vela Sánchez, creció en un entorno familiar con interés por la música, lo que influyó en su formación artística. Sus estudios de canto los realizó en el Conservatorio de Valencia, con el maestro Luis Torregrosa. Debutó públicamente en 1902, con 16 años, en el Teatro del Príncipe Alfonso de Madrid con su interpretación en la zarzuela Jugar con fuego de Francisco Asenjo Barbieri. Posteriormente, se unió a la Compañía Lírica de Emilio Sagi Barba, con quien contrajo matrimonio en 1912 en Montevideo.
Entre las obras que interpretó se encuentran algunas composiciones relevantes de la música académica española de principios del siglo XX, como La vida breve (1914) de Manuel de Falla, Las golondrinas (1914) de José María Usandizaga, Margot (1914) de Joaquín Turina, La alsaciana (1921) de Jacinto Guerrero, y El dictador (1923) de Rafael Millán.
Además, Vela destacó en su época como empresaria, lo cual permitió una proyección internacional relevante para obras que a través de su gestión llegaron a presentarse en escenarios fuera de España.

## Obra
Parte significativa de su actividad artística se centró en la interpretación de zarzuelas, entre las que destacan:
- El tinglado de la farsa, de Rafael Calleja.
- La ciudad eterna, de Eduardo Granados.
- La Generala, de Amadeo Vives.
- La dogaresa y el pájaro azul, de Rafael Millán.
- Los cadetes de la reina, de Pablo Luna.

Además, puso en escena numerosos fragmentos de óperas, zarzuelas y de obras líricas, entre las que destacan:
- Benamor, de Pablo Luna.
- Blanco y negro, de Rafael Millán.
- Bohemios, de Amadeo Vives.
- Campanone, de Vicente Lleó.
- El aduar, de Pablo Luna.
- El anillo de hierro, de Miguel Marqués.
- El asombro de Damasco, de Pablo Luna.
- El conde de Luxemburgo, de Vicent Lleó.
- El dúo de La africana, de Manuel Fernández Caballero.
- El juramento, de Joaquín Gaztambide.
- El puñao de rosas, de Ruperto Chapí.
- La mascota, de Edmond Audran (adaptada al género chico por M. Villar Roldán y R. Pérez Pujato).
- La princesa del dólar, de Leo Fall.
- La Revoltosa, de Ruperto Chapí.
- La rosa del azafrán, de Jacinto Guerrero.
- La viuda alegre, de Franz Lehár.
- Los buscadores de oro, de Rafael Millán.
- Los saltimbanquis, de Tomás Reig Arpa.
- Marina, de Emilio Arrieta.
- Maruxa, de Amadeo Vives.